# Ендре Стремсгейм
Ендре Стремсгейм (норв. Endre Strømsheim, (5 вересня 1997 , Осло ) — норвезький біатлоніст. Переможець і бронзовий призер чемпіонатів Європи з біатлону 2019

## Результати за кар'єру
Усі результати наведено за даними Міжнародного союзу біатлоністів

### Чемпіонати Європи
- Бронзова медаль в індивідуальних перегонах на Чемпіонаті Європи 2019.
- Золота медаль в одиночній змішаній естафеті на Чемпіонаті Європи 2020.
- Бронзова медаль в індивідуальних перегонах на Чемпіонаті Європи 2021.

### Кубки IBU
- 2-ге місце в загальному заліку 2020 року.
- 6 перемог в окремих перегонах.

Станом на 8 березня 2021 року